# Chihayafuru
Chihayafuru (ちはやふる?) es un manga escrito e ilustrado por Yuki Suetsugu, actualmente publicándose en la revista Be Love de la editorial Kodansha. La historia trata sobre Chihaya Ayase, una estudiante de preparatoria que desea convertirse en la mejor jugadora de karuta de Japón, cuyo deseo es gestado en sexto grado de primaria, gracias a un compañero de clase que la inspira a pertenecer al mundo del Hyakunin Isshu.
Chihayafuru ganó el premio Manga Taisho Award en el 2009 y el  Kōdansha Manga Shō en la categoría shōjo del 2011. Desde que su cuarto volumen fue lanzado en marzo de 2009, apareció regularmente en el Japanese Comic Ranking Char y se estima que en agosto de 2011 vendió más de 4.5 millones de copias. Su popularidad aumentó el perfil del karuta competitivo en Japón.
El manga cuenta con una adaptación al anime de tres temporadas. La tercera temporada se estrenó el 22 de octubre de 2019. Las primeras dos temporadas han sido distribuidas en línea por Crunchyroll desde el 5 de octubre de 2011. La segunda temporada fue emitida entre enero y junio del 2013. 
Durante el año 2016, bajo la dirección de Norihiro Koizumi, se estrenó en Japón una película de imagen real, basada en el manga, titulada Chihayafuru: Kami no ku. El 20 de abril del mismo año, fue estrenada una segunda parte de la película, titulándose Chihayafuru: Shimo no ku. En el año 2018, se estrenó la tercera parte, bajo el nombre de Chihayafuru: Musubi.
En octubre de 2017 se comenzó a publicar en la misma revista de la historia original, el manga Chihayafuru: Chuugakusei-hen, escrita por Yui Tokiumi con ilustraciones de Oto Tooda. En esta historia paralela, se relata la vida de los protagonistas cuando aún eran estudiantes de secundaria baja. Este trabajo es, a su vez, una adaptación de la novela ligera homónima, publicada en 2012 por Yuki Suetsugu.
El 2018 fue estrenada una serie de drama japonés llamada Chihayafuru: Tsunagu, la cual se encargó de conectar los acontecimientos ocurridos en la segunda película con los acaecidos en la tercera. Cuenta con un total de 5 episodios y fue transmitida por la cadena de streaming Hulu.

## Argumento
Cuando Chihaya Ayase cursaba el sexto grado de primaria tenía como máximo sueño ver a su hermana convertida en una modelo reconocida. Su mundo se transforma cuando conoce a Arata Wataya, un compañero de clase transferido de Fukui, quien, junto con enseñarle el verdadero significado de lo que era un sueño, le desvela la magia del juego de cartas tradicional japonés: Karuta. Arata, además, le comparte su anhelo máximo: convertirse en el mejor jugador de karuta. Chihaya rápidamente se contagiará de su pasión por este juego y decidirá encaminar su nuevo sueño hacia el horizonte de convertirse en la mejor jugadora de karuta de Japón. 
Cuando se enfrenta a él por primera vez en un encuentro de karuta, queda profundamente impresionada al verlo apasible  recuperando cartas con intensa concentración y agilidad. Arata, posterior al partido, le desvela que ella posee aptitudes innatas para jugar, como era el caso de su audición extraordinaria. Ella se encanta con el juego y decide introducirse en este mundo en compañía de Arata y de su amigo cercano Taichi Mashima. De esta manera, se erige una profunda amistad entre los tres. 
Cuando Chihaya apenas había emprendido el nuevo sueño de convertirse en la mejor jugadora, al mismo tiempo que jugaba placenteramente con sus amigos, se ve forzada a separarse de ellos, ya que, al término de sexto grado, cada uno debía tomar caminos diferentes.
Tres años pasan y, ahora en preparatoria, Chihaya se reencuentra con su amigo Taichi. Juntos deciden formar un club de karuta. Con sus compañeros y amigos apoyándola, Chihaya se esfuerza por convertirse cada vez en una mejor competidora y así, un día encontrarse con Arata de nuevo. Es así como emprende el camino de convertir a su equipo de preparatoria en el mejor a nivel nacional y, al mismo tiempo, ser la nueva reina de Karuta. 

## Personajes principales[6][7][8]

### Chihaya Ayase[9]
- Seiyuu: Asami Seto

Año: 3° de preparatoria.
Edad: 18 años.
Estatura: 167 cm.
Peso: 54 kg.
Nivel: Clase A, 4° Dan
Preparatoria: Mizusawa.
Sociedad: Sociedad de karuta Shiranami.

Cumpleaños: 1 de Junio
Chihaya Ayase (綾瀬 千早) es la protagonista de la historia. Es una jugadora de karuta con una capacidad auditiva extraordinaria. Es conocida por sus compañeros de instituto como "Belleza en vano", puesto que su apariencia física se asemeja a la de una muñeca, cuya belleza se eclipsa por sus movimientos y actitudes bruscas y energéticas. Es alegre, obstinada y audaz. Su sueño es convertirse en la mejor jugadora de Karuta. Tiene una buena capacidad deportiva, logrando destacarse en el atletismo. Pero, al mismo tiempo, posee una pésima capacidad para memorizar y para los estudios. En la escala de notas de su preparatoria, es la quinta, contada desde abajo hacia arriba.
Cuando era niña, su sueño era ver a su hermana mayor convertirse en la modelo número 1 de Japón. En sexto grado de primaria conoce a Wataya Arata, un compañero de clase, quien, además de revelarle el verdadero sentido de un sueño, la sumerge en el mundo del karuta competitivo. A partir de aquel encuentro, termina cambiando su sueño: ser la Reina del Karuta, el cual es el rango máximo femenino del juego competitivo.   
En su primer año de preparatoria forma un club de karuta competitivo y recluta a compañeros con el objetivo de hacer que más personas se encantasen del karuta. Se reencuentra con su amigo de infancia, Mashima Taichi, con quien jugó karuta en su niñez y del cual se había tenido que separar por razones académicas. Él se convierte en el primer miembro reclutado y en el presidente del club. Posteriormente convence a Ōe Kanade, a quien llama Kana-chan, a Nishida Yuusei, un jugador de karuta que había abandonado el deporte hace algunos años y a Komano Tsutomu, un compañero antisocial que raramente se separaba de su escritorio. Formará fuertes lazos de amistad con cada uno de ellos y, a su vez, estos le irán enseñando nuevas formas de amar el karuta. En su aventura por el mundo competitivo del Hyakunin Isshu, conocerá a notables rivales tales como la Reina actual del karuta, Wakamiya Shinobu o el Gran maestro actual, Suō Hisashi, a quienes querrá superar a toda costa.  
Posee un fuerte vínculo con Arata y con Taichi. A ambos los considera amigos importantes de infancia. Por lo anterior, la separación de sus amigos que experimenta al final del sexto grado, le deja un profundo vacío en su vida. Sin embargo, antes del momento de distanciarse de sus queridos amigos, logra establecer una promesa que se convertirá en el motor de su vida y su principal motivación para mejorar en su juego: mientras los tres sigan jugando karuta, sea en el lugar que sea, se volverán a reunir. 

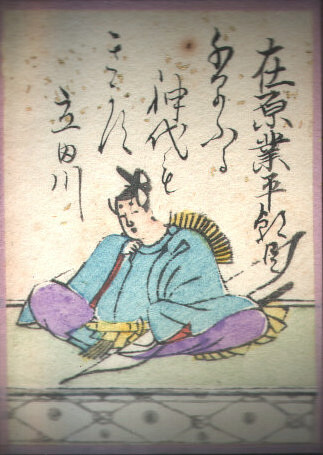
Carta "Chihayaburu", n° 17 de Hyakunin Isshu. Poema escrito por Ariwara no Narihira.

### Taichi Mashima[10]
- Seiyuu: Mamoru Miyano; Ayahi Takagaki (niño)

Año: 3° de preparatoria.
Edad: 18 años.
Estatura: 178 cm.
Peso: 67 kg.
Nivel: Clase A.
Preparatoria: Mizusawa.
Sociedad: Sociedad de karuta Todai.

Cumpleaños: 2 de Abril.

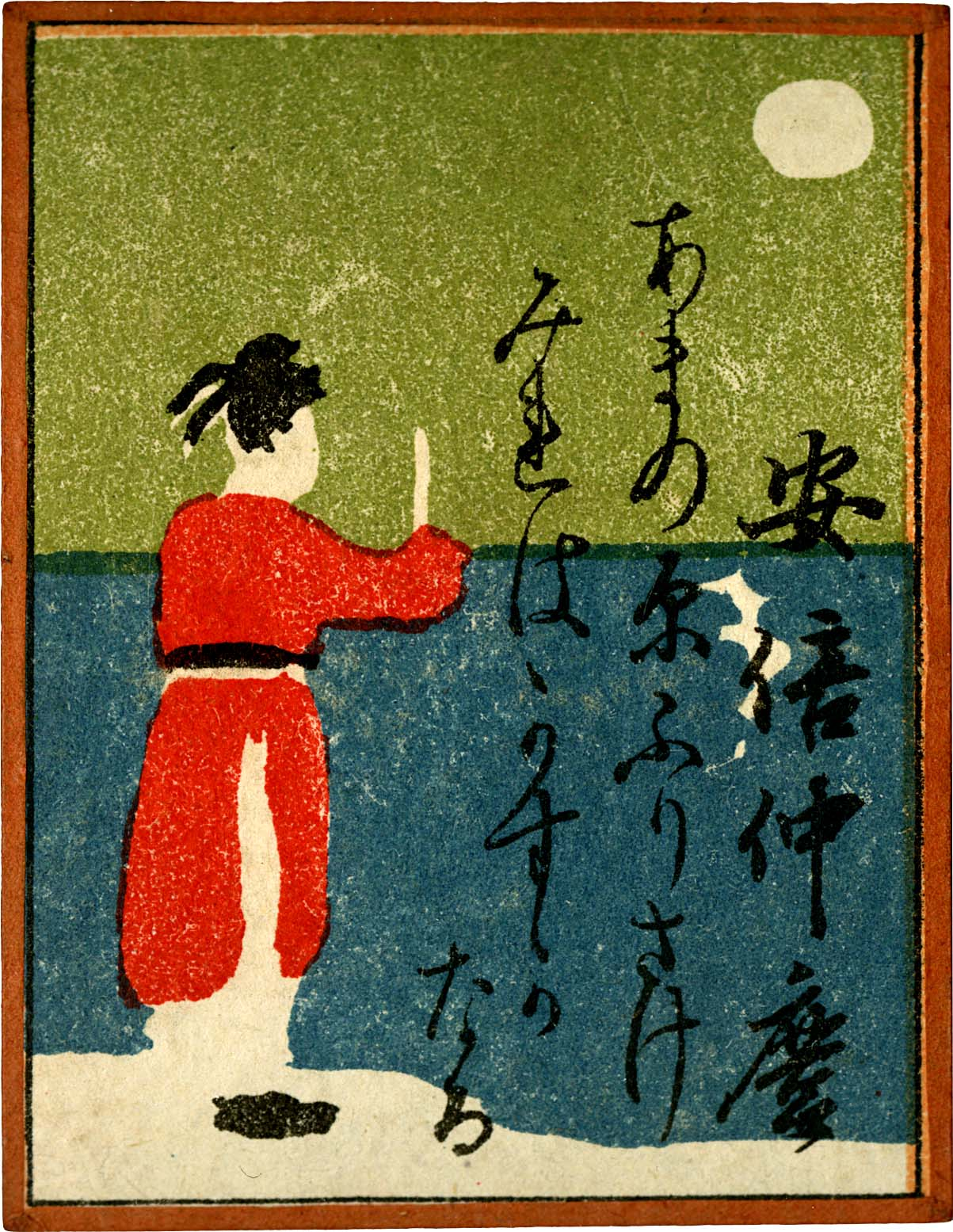
Carta correspondiente al Hyakunin Isshu o Karuta

Taichi es un amigo de infancia de Chihaya y un jugador de karuta clase A. Posee una memoria extraordinaria, que aplica tanto en el karuta, como en sus estudios. Es un estudiante que se destaca en todos los ámbitos académicos y deportivos. Es popular entre las chicas. Tiene una personalidad tranquila, calmada y metódica, pero es bastante competitivo. Almacena algunos sentimientos negativos en su interior, que logran interponerse en sus aspiraciones, los cuales se remiten a la envidia y al pesimismo. Envidia a todos aquellos jugadores que tienen el denominado "sentido del juego", que se supone que es una cualidad con lo que uno nace y con la que él no cuenta. Asimismo, guarda profunda envidia y celos a Arata, debido a su extraordinaria habilidad como jugador y por ser quien se lleva toda la atención de Chihaya. En cuanto a su pesimismo, este se refleja en las veces en que ha desistido de seguir jugando, puesto que considera que pese a todo el esfuerzo que ponga en mejorar, jamás superará a jugadores como Arata o Chihaya. Sin embargo, con el tiempo comienza a dejar de lado este sentimiento, centrando como objetivo principal el convertirse en una persona que no huye y, para ello, decide practicar y adoptar técnicas que le permitan dar pelea a aquellos que poseen el sentido del juego innato.
Ha estado enamorado de Chihaya desde que era pequeño. Por lo anterior, cuando Arata llega a su clase y genera cercanía con ella, se siente celoso. No obstante, luego de jugar karuta con él en una competición de su escuela y de hablar un poco, rompe aquella barrera que había impuesto y se convierte en un gran amigo de él. Al final de sexto grado queda seleccionado en una secundaria de alto prestigio, ubicada en un sector lejano de su hogar, razón por la cual deja de jugar karuta. De esta forma se distancia de Arata y de Chihaya. 
En la secundaria jugó karuta por un breve período, pero terminó abandonándolo por la creencia de que sería inútil dedicar tanto tiempo al entrenamiento si estaba predicho que nunca superaría a Arata. En la preparatoria se reencuentra con su amiga Chihaya y decide entrar al club que ella estaba formando, convirtiéndose en el presidente del mismo. Luego de un par de encuentros de karuta, vuelve a sentir la pasión que había perdido, aunque con el tiempo confiesa que en realidad él nunca ha llegado a amar este juego. Se vuelve un amigo cercano de Komano y Yuusei. 
En tercer año de preparatoria, después de una serie de acontecimientos que involucraban sus sentimientos por Chihaya, decide abandonar el club, instaurando el caos en el mundo de su amiga. Durante el mismo período, se acerca al Gran Maestro regente Suō, estableciendo una especie amistad con él. Suō decide ayudarlo con su karuta, por razones que aún son desconocidas. En algunas ocasiones ha dicho que le resulta interesante la personalidad de Taichi.

### Arata Wataya[11]
- Seiyuu: Yoshimasa Hosoya;  Yuka Terasaki (niño)

Año: 3° de preparatoria.
Edad: 18 años.
Estatura: 177 cm.
Peso: 65 kg.
Nivel: Clase A.
Preparatoria: Fujioka del Este.
Sociedad: Sociedad de karuta Nagumo.

Cumpleaños: 1 de Diciembre.
Arata es un amigo de infancia de Chihaya y Taichi y un jugador de karuta clase A. Es el responsable de la pasión desbordante que Chihaya siente por el karuta. Ha jugado desde pequeño, debido a que su abuelo era un maestro de este juego y buscaba fomentar en su nieto fuertes aptitudes para jugar. 
Tiene una personalidad calmada y apacible, pero es sumamente competitivo. Es originario de Fukui, pero debido al trabajo de su padre, a la edad de 12 años debe mudarse a Tokio. En este período es cuando conoce a Chihaya y a Taichi. Los tres, luego de vovlerse amigos, se inscriben en la Sociedad Shiranami de Harada Hideo y participan en una sola competición por equipos. Debido a que su abuelo se enferma gravemente, al final de sexto grado debe devolverse a Fukui, pues su familia se harìa cargo de él. De esta forma, se separa de sus amigos. En Fukui continua jugando karuta, en parte por su pasión al juego y por el deber de cumplir la promesa que había establecido con Chihaya y Taichi, de seguir jugando para volverse a encontrar en alguna competición futura. Sin embargo, cuando le diagnostican demencia a su abuelo, comienza a abandonar el juego, pues le causaba profundo dolor que su abuelo no pudiera recordar lo que más amó en su vida. Cierto día, cuando estaba a cargo del cuidado de su abuelo, este recobra la cordura por un breve período de tiempo y le ordena que vaya a jugar a un torneo que se estaba llevando a cabo en Fukui. Arata asiste y logra obtener el primer lugar. Sin embargo, cuando llega a su hogar, descubre el fallecimiento de su abuelo. Se atribuye la culpa, ya que lo había dejado completamente solo por estar jugando y decide abandonar el karuta completamente. Eventualmente, gracias a Chihaya y Taichi, retoma este deporte, decide volver a aspirar a ser el Mejin y se vuelve a inscribir en la Sociedad de Nagumo. Es considerado uno de los jugadores más prometedores para convertirse en Gran Maestro. Se revela que durante su niñez se enfrentó en variadas ocasiones a Wakamiya Shinobu, la actual Reina, resultando victorioso en todos los partidos.
Debido a que Chihaya fue la primera persona que se acercó a él durante su estancia en Tokio y quien lo reincorporó al mundo del juego que más ama, le guarda profundo cariño, llegando a enamorarse de ella. Siente profundo respeto por su amigo Taichi y sabiendo que aquel también estaba enamorado de ella, decide no acercársele en ese ámbito. Sin embargo, luego de perder la competición de los retadores del Este y del Oeste contra Harada Hideo y de escuchar hablar a Chihaya sobre el reciente encuentro, siente el impulso de confesársele, dejándola en profundo estado de shock. 
En su tercer año de preparatoria, por influencia de Taichi y Chihaya, decide formar un club de karuta en su escuela.

### Kanade Ōe[12]
- Seiyuu: Ai Kayano

Año: 3° de preparatoria.
Edad: 18 años.
Estatura: 155 cm.
Peso: 43 kg.
Nivel: Clase B.
Preparatoria: Mizusawa.
Sociedad: Sociedad de karuta Soihoku.

Cumpleaños: 3 de Noviembre.
Kanade "Kana-chan" (apodo creado por Chihaya), es una chica que ama la historia de los Cien Poetas y cualquier otro libro que hable sobre la poesía tradicional. Cierto día, mientras aún era parte del club de arquería, descubre un anuncio del club de karuta que Chihaya había distribuido por toda la escuela. Le llama la atención debido a que, en primer lugar, el afiche tenía dibujada a una mujer en hakama, vestuario que a ella le fascinaba y, en segundo término, porque, el karuta utilizaba los poemas recopilados en el Hyakunin Isshu, uno de sus libros favoritos. A raíz de lo anterior, comienza a pensar que el club guardaba profunda relación con los protocolos de vestimenta del período Heian y las costumbres de ese entonces. Decide observar la práctica esperanzada, pero al notar el juego de Chihaya y Taichi, se decepciona y opta por huir del lugar. Chihaya decide convencerla, ya que a sus ojos ella ya amaba el karuta, de una forma distinta a los demás. Le menciona que solo le restaba entrenar y volverse fuerte. Kana-chan decide intentarlo, con dos condiciones. La primera era usar hakama en todas las competencias y la segunda, refería a que Chihaya debía modelar las yukatas de su tienda, para así patrocinarlos. Con el tiempo se convierte en una apasionada jugadora de karuta. Actualmente tiene por sueño el convertirse en una lectora certificada de karuta, ya que considera que quien más ve los poemas y los siente, son los lectores de los encuentros. Su modelo a seguir es la lectora Kyoko Yamashiro.

### Yūsei Nishida[13]
- Seiyuu: Tōru Nara

Año: 3° de preparatoria.
Edad: 18 años.
Estatura: 176 cm.
Peso: 80 kg.
Nivel: Clase A
Preparatoria: Mizusawa.
Sociedad: Sociedad de karuta Soihoku.

Cumpleaños: 29 de Noviembre.
Fue apodado por Chihaya como Nikuman-kun (Porky), debido al parecido de su apellido con los caracteres de "Nikuman" y a que cuando se conocieron él estaba deseoso de comer panecillos de cerdo (Nikuman). Yuusei es miembro de la sociedad de Karuta Suihoku desde pequeño, por lo que ha jugado karuta toda su infancia. En un principio solo jugaba por diversión, pero después comenzó a hacerlo para ganar, pues se sentía feliz con los halagos que le dirigían por sus victorias. Sin embargo, cuando se convierte en un jugador de clase B, decide detener su carrera como jugador. Lo anterior surge a raíz de la primera derrota que sufre durante un torneo. En aquella ocasión fue vencido por Arata. En consecuencia, decide abandonar el karuta, pues consideraba que nunca podría derrotarlo. De esta forma, ingresa, durante la secundaria, al club de tenis, con el objetivo de desprenderse del karuta. Al llegar a la preparatoria, se reencuentra con Chihaya, a quien había conocido durante un campeonato cuando niños. Ella lo incita a abandonar el tenis, haciéndole notar la pasión que aún sentía por el karuta. Se convierte en el quinto miembro del club que Chihaya estaba formando. Cuando se reincorpora al karuta, vuelve a la sociedad Suihoku, ya que también la había abandonado. Actualmente es un jugador clase A.

### Tsutomu Komano[14]
- Seiyuu: Tsubasa Yonaga

Año: 3° de preparatoria.
Edad: 18 años.
Estatura: 157 cm.
Peso: 50 kg.
Nivel: Clase B.
Preparatoria: Mizusawa.
Sociedad: Sociedad de karuta Soihoku.

Cumpleaños: 2 de Febrero.
Conocido como "Desktomu-kun" ("Escritorio-kun"), apodo otorgado por sus compañeros de clases, debido a la similitud entre la pronunciación de su nombre "Tsutomu-kun" con la de "Desktomu-kun" y a raíz de su afición característica de no separarse nunca de su escritorio. En un inicio solo le importaba convertirse en el mejor estudiante de su grado, mediante la obtención de las mejores calificaciones en los exámenes. Para cumplir su cometido, se dedicó a estudiar arduamente, inclusive en los horarios libres de clase, quedándose sentado en su escritorio la mayor parte del tiempo. Chihaya se percata de su existencia, debido a que eran compañeros de clases. Ella, al notar la inteligencia de Tsutomu, comienza a creer que él podía convertirse en un gran jugador de karuta, puesto que tenía las facultades idóneas para memorizar las cartas rápidamente. Convencida de su idea, decide reclutarlo a toda costa. Él se niega rotundamente, puesto que creía que el karuta no le traería ningún beneficio. Luego de ser arrastrado con su escritorio al salón del club de karuta y al darse cuenta de que Mashima Taichi, el estudiante n°1 del grado, era miembro del club, decide unirse a cambio de una condición: si le demostraban que el karuta era un juego de memoria, se integraría. Para lo anterior, le pide a Chihaya y a Taichi que jueguen con las cartas dadas vueltas. Luego de ver que Taichi podía jugar perfectamente, huye del salón junto a su escritorio. Taichi, finalmente, lo convence de unirse al club.
Desktomu-kun se deprime durante el Torneo Regional de Tokio interescolar, su primer torneo, puesto que desde que se había unido al club. no había ganado ninguna partida, sin embargo con la ayuda de Chihaya y Taichi logra recuperarse. En el torneo de Saitama queda en segundo lugar por lo que avanza a clasificación C junto a Kanade. 

### Shinobu Wakamiya
- Seiyuu: Nakamichi Mihoko

Año: 3° de preparatoria.
Edad: 18 años.
Estatura: 160 cm.
Peso: 48 kg.
Nivel: Clase A, Queen.
Preparatoria: Tsuzaku.

Cumpleaños: 22 de Abril.
Es la Reina (Queen) actual de karuta. Vive en Kioto y nunca se ha unido oficialmente a alguna sociedad de Karuta. En su niñez asistió, por encargo de su abuela, a la Sociedad de Myōjō, mas, con el tiempo, dejó de ir. Es catalogada como una genio del karuta, debido sus facultades para jugar. Ascendió a la clase A en cuarto grado de primaria y a la edad de 15 años, se convirtió en la Reina. De esta forma se transformó en la Reina más joven de karuta. Le fascinan las cosas lindas, llegando a obsesionarse con ellas, sobre todo con los personajes mascotas más populares de Japón. Su personaje favorito es Snowmaru, un muñeco de nieve oriundo de Osaka. Es una persona que suele hablar con sarcasmo, por lo que siempre oculta la verdad de sus palabras. Tiene afición en humillar a los jugadores que han perdido contra ella. Sin embargo, solo lo hace con aquellos a los que suele recordar, como es el caso de Sudou Akito. También suele molestar a aquellos que le han suponido una amenaza, como es el caso de Arata, a quien nunca ha podido vencer, de Hisashi Suō, con quien nunca ha jugado y de Chihaya, quien le ha hecho perder los estribos en más de una ocasión durante los partidos. Chihaya ha sido la única jugadora que le ha ganado en cartas de una sola sílaba. Debido al remordimiento gestado por este acontecimiento, Shinobu decide mejorar en todo ámbito, para que la próxima vez Chihaya no tome ninguna de sus cartas. Mantiene una relación de amor/odio con su abuela materna. Considera a Arata como su amigo/enemigo.

### Hisashi Suō
- Seiyuu: Touchi Hiroki

Ocupación: Profesor
Estatura: 180 cm.
Peso: 72 kg.
Nivel: Clase A, Meijin.
Sociedad: Sociedad de karuta Todai.

Cumpleaños: 4 de Marzo.
El actual Gran Maestro (Meijin) de karuta. Comenzó a jugar karuta en la universidad y tardó tan solo tres años en llevarse el título de Gran Maestro. Ha protegido el título por 5 años consecutivos. Tiene una audición extraordinaria, inclusive mejor que la de Chihaya. A pesar de su actitud que le molesta a muchas personas en el Karuta, se ha demostrado ser una persona en varios casos amable y considerada. Asimismo, aunque proyecte la imagen de un lobo solitario, en realidad es una persona muy querida por sus cercanos, especialmente por aquellos que se vinculan con el karuta. Tiene la afición de regalar dulces japoneses a todos los jugadores de clase A, puesto que aquellos están provistos de muchas vitaminas. 
Pese a lo que muchos puedan creer, él no ama el karuta. Solo lo considera como el único deporte en el que podrá permanecer, aun cuando pierda la vista. Tiene una enfermedad en los ojos, que eventualmente lo llevará a la ceguera. Por lo anterior, suele andar con gafas.
En un capítulo del manga hace notar que se enamora, brevemente, de Chihaya, llegando a llamarla "mi novia" en su mente. Con el tiempo, se vuelve un tipo de mentor/posible amigo de Taichi, a quien decide ayudar en la práctica del karuta.

### Chitose Ayase
- Seiyuu: Aya Endo

Ocupación: Modelo y actriz
Edad: 19 años

Altura: 159 cm.
Es la hermana mayor de Chihaya, es bastante egocéntrica a veces pero siempre se ha preocupado por su familia, tanto que quiere tener un buen trabajo y pagar la hipoteca de la casa. Es una famosa modelo en Japón. Ha tenido papeles menores como actriz. En algunas ocasiones ha mencionado que desea tener un papel en algún drama histórico.

### Akito Sudō
- Seiyuu: Takashi Ohara.

Año: 2° año universitario.
Edad: 20 años.
Nivel: Clase A. 
Sociedad: Sociedad de karuta Todai.
Universidad: Universidad de Tokio.

Cumpleaños: 7 de Diciembre. 

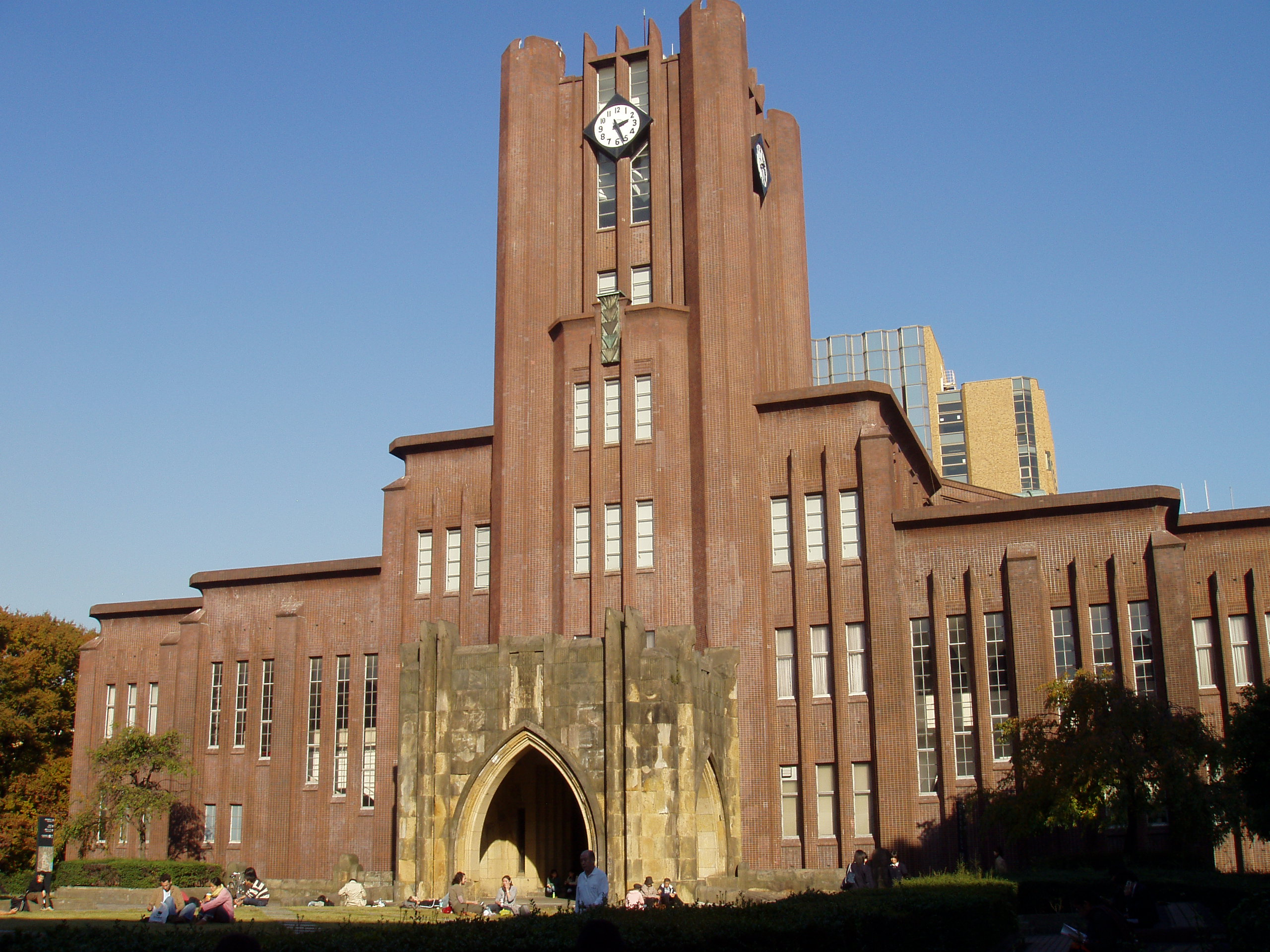
Universidad de Tokio

Presidente del club de Karuta durante sus años de secundaria. Es clase A en Karuta. Sudō es conocido por ser una persona altamente sádica, característica que saca a relucir durante los encuentros de Karuta, en donde suele colocar en una posición incómoda a sus contrincantes con sus comentarios sádicos. Es altamente orgulloso y es un fiel cumplidor de palabras. Este último atributo se aprecia en las diversas apuestas que establece con distintos jugadores de Karuta, en donde se ve que en el momento de perder alguna de ellas, está dispuesto a aceptar su derrota y cumplir el castigo de la apuesta. Es estricto con los demás miembros del club, suele depositar mucha presión en los mismos, llegando al punto en que con su sola mirada puede atemorizarlos

## Resultados de torneos de Karuta
Resultados de los torneos más importantes de los principales personajes y preparatorias, ordenados cronológicamente.

### Torneos individuales
| Categoría torneos individuales                                             | Año de escolaridad cursado | Resultado                                           | Lugar    |
| -------------------------------------------------------------------------- | -------------------------- | --------------------------------------------------- | -------- |
| 7° Torneo Escuela primaria Higashi Oosato para estudiantes de sexto grado. | 6° año de primaria         | Victoria                                            | 1° lugar |
| Torneo de Tokio para avanzar a la clase A                                  | 1° año de preparatoria     | Victoria                                            | 1° lugar |
| Torneo de Shiga, Omi Jingu clase A                                         | 1° año de preparatoria     | Derrota en la segunda ronda contra Shinobu Wakamiya | -        |
| Torneo de Saitama                                                          | 1° año de preparatoria     | Derrota en la primera ronda contra Sakura Kanai     | -        |
| 5?° Eliminatoria del Este para enfrentar al Mejin y a la Queen             | 1° año de preparatoria     | Derrota en la segunda ronda contra Yumi Yamamoto    | -        |
| Torneo de Shiga, Omi Jingu clase A                                         | 2° año de preparatoria     | Derrota en la tercera ronda contra Shinobu Wakamiya | -        |
| 31° Torneo de Yoshino                                                      | 2° año de preparatoria     | Victoria                                            | 1° lugar |
| Torneo de Año Nuevo de Karuta                                              | 2° año de preparatoria     | Victoria                                            | 1° lugar |
| Torneo de Shiga, Omi Jingu clase A                                         | 3° año de preparatoria     | Derrota en la tercera ronda contra Shinobu Wakamiya | -        |
| 5?+2° Eliminatoria del Este para enfrentar al Mejin y a la Queen           | 3° año de preparatoria     | Victoria                                            | 1° lugar |
| Eliminatoria para el 58° torneo anual por el título de Queen               | 3° año de preparatoria     | Victoria                                            | 1° lugar |

| Categoría torneos individuales                                            | Año de escolaridad cursado | Resultado                                              | Lugar    |
| ------------------------------------------------------------------------- | -------------------------- | ------------------------------------------------------ | -------- |
| 7° Torneo Escuela primaria Higashi Oosato para estudiantes de sexto grado | 6° año de primaria         | Derrota en la ronda final contra Chihaya Ayase         | 2° lugar |
| Torneo de Shiga, Omi Jingu clase B                                        | 1° año de preparatoria     | Derrota en la ronda final contra Yuusei Nishida        | 2° lugar |
| Torneo de Kanazawa                                                        | 1° año de preparatoria     | Derrota                                                | -        |
| 30° Torneo de Yoshino                                                     | 1° año de preparatoria     | Derrota en la tercera ronda                            | -        |
| Torneo de Hiroshima                                                       | 1° año de preparatoria     | Derrota                                                | -        |
| Torneo de Kyoto                                                           | 1° año de preparatoria     | Derrota                                                | -        |
| Torneo de Shiga, Omi Jingu clase B                                        | 2° año de preparatoria     | Victoria                                               | 1° lugar |
| 31° Torneo de Yoshino                                                     | 2° año de preparatoria     | Derrota en la ronda final contra Chihaya Ayase         | 2° lugar |
| 5?+1° Eliminatoria del Este para enfrentar al Mejin y a la Queen          | 2°año de preparatoria      | Derrota en la tercera ronda contra Shuusaku Koishikawa | -        |
| Torneo Takamatsunomiya                                                    | 2° año de preparatoria     | Derrota en la cuarta ronda contra Arata Wataya         | 4° lugar |
| 5?+2° Eliminatoria del Este para enfrentar al Mejin y a la Queen          | 3° año de preparatoria     | Victoria                                               | 1° lugar |
| Eliminatoria para el 58° torneo anual por el título de Mejin              | 3° año de preparatoria     | Derrota                                                | 2° lugar |

| Categoría torneos individuales                                            | Año de escolaridad cursado | Resultado                                            | Lugar    |
| ------------------------------------------------------------------------- | -------------------------- | ---------------------------------------------------- | -------- |
| Torneo de primaria                                                        | 1° año de primaria         | Victoria                                             | 1° lugar |
| Torneo de primaria                                                        | 2° año de primaria         | Victoria                                             | 1° lugar |
| Torneo de primaria                                                        | 3° año de primaria         | Victoria                                             | 1° lugar |
| Torneo de primaria                                                        | 4° año de primaria         | Victoria                                             | 1° lugar |
| Torneo de primaria                                                        | 5° año de primaria         | Victoria                                             | 1° lugar |
| 7° Torneo Escuela primaria Higashi Oosato para estudiantes de sexto grado | 6° año de primaria         | Inconcluso. Fue reemplazado por Chihaya Ayase        | -        |
| 30° Torneo de Yoshino                                                     | 1° año de preparatoria     | Derrota en la cuarta ronda contra Hiroshi Tsuboguchi | -        |
| Torneo de Fukui para jugadores de clase A                                 | 2° año de preparatoria     | Derrota en la ronda final contra Shinichi Murao      | 2° lugar |
| Torneo de Shiga, Omi Jingu clase A                                        | 2° año de preparatoria     | Victoria                                             | 1° lugar |
| 31° Torneo de Yoshino                                                     | 2° año de preparatoria     | Derrota en la cuarta ronda contra Hiroshi Tsuboguchi | -        |
| 5?+1° Eliminatoria del Oeste para enfrentar al Mejin y a la Queen         | 2° año de preparatoria     | Victoria                                             | 1° lugar |
| Eliminatoria para el 57° torneo anual por el título de Mejin              | 2° año de preparatoria     | Derrota en la ronda final contra Hideo Harada        | 2° lugar |
| Torneo Takamatsunomiya                                                    | 2° año de preparatoria     | Derrota en la ronda final contra Shinichi Murao      | 2° lugar |
| Torneo de Shiga, Omi Jingu clase A                                        | 3° año de preparatoria     | Victoria                                             | 1° lugar |
| 5?+2° Eliminatoria del Oeste para enfrentar al Mejin y a la Queen         | 3° año de preparatoria     | Victoria                                             | 1° lugar |
| Eliminatoria para el 58° torneo anual por el título de Queen              | 3° año de preparatoria     | Victoria                                             | 1° lugar |

### Eliminatorias del Este y del Oeste
Partidos dirigidos exclusivamente a jugadores de clase A, cuyos/as ganadores/as se convierten en los representantes del Este o del Oeste, dependiendo de la localidad en la que estén participando, para retar a los regentes Queen y Mejin. Tanto para el Este como para el Oeste, se eligen dos representantes, una mujer y un hombre.

#### Eliminatorias del Este
| Torneo                                                | Contrincante 1 ronda final | Contrincante 2 ronda final | Representante femenino del Este |
| ----------------------------------------------------- | -------------------------- | -------------------------- | ------------------------------- |
| 5?° Eliminatoria del Este para enfrentar a la Queen   | Desconocida                | Yumi Yamamoto              | Yumi Yamamoto                   |
| 5?+1° Eliminatoria del Este para enfrentar a la Queen | Yumi Yamamoto              | Haruka Inokuma             | Haruka Inokuma                  |
| 5?+2° Eliminatoria del Este para enfrentar a la Queen | Chihaya Ayase              | Midori Tamaru              | Chihaya Ayase                   |

| Torneo                                              | Contrincante 1 ronda final | Contrincante 2 ronda final | Representante masculino del Este |
| --------------------------------------------------- | -------------------------- | -------------------------- | -------------------------------- |
| 5?° Eliminatoria del Este para enfrentar al Mejin   | Kotegawa                   | Hiroshi Tsuboguchi         | Hiroshi Tsuboguchi               |
| 5?+1° Eliminatoria del Este para enfrentar al Mejin | Akito Sudou                | Hideo Harada               | Hideo Harada                     |
| 5?+2° Eliminatoria del Este para enfrentar al Mejin | Hideo Harada               | Taichi Mashima             | Taichi Mashima                   |

#### Eliminatorias del Oeste
| Torneo                                                 | Contrincante 1 ronda final | Contrincante 2 ronda final | Representante femenino del Oeste |
| ------------------------------------------------------ | -------------------------- | -------------------------- | -------------------------------- |
| 5?° Eliminatoria del Oeste para enfrentar a la Queen   | Desconocida                | Megumu Osaka               | Megumu Osaka                     |
| 5?+1° Eliminatoria del Oeste para enfrentar a la Queen | Megumu Osaka               | Momo Yuikawa               | Megumu Osaka                     |
| 5?+2° Eliminatoria del Oeste para enfrentar a la Queen | Megumu Osaka               | Momo Yuikawa               | Momo Yuikawa                     |

| Torneo                                                | Contrincante 1 ronda final | Contrincante 2 ronda final | Representante masculino del Oeste |
| ----------------------------------------------------- | -------------------------- | -------------------------- | --------------------------------- |
| 5?° Eliminatoria del Oeste para enfrentar al Mejin    | Desconocido                | Keishi Takemura            | Keishi Takemura                   |
| 5?+1° Eliminatoria del Oeste para enfrentar al Mejin  | Arata Wataya               | Shinichi Murao             | Arata Wataya                      |
| 5?+2° TEliminatoria del Oeste para enfrentar al Mejin | Wataya Arata               | Shusaku Koishikawa         | Arata Wataya                      |

### Eliminatorias para los retadores del Mejin y la Queen
Se llevan a cabo en noviembre. En estos, los respectivos representantes del Este y del Oeste deben enfrentarse entre sí, para poder elegir al/la retador/a oficial que jugará contra los regentes Queen y Mejin
| Partido de eliminatoria                                      | Representante del Este | Representante del Oeste | Representante femenino oficial |
| ------------------------------------------------------------ | ---------------------- | ----------------------- | ------------------------------ |
| Eliminatoria para el 56° torneo anual por el título de Queen | Yumi Yamamoto          | Megumu Osaka            | Yumi Yamamoto                  |
| Eliminatoria para el 57° torneo anual por el título de Queen | Haruka Inokuma         | Megumu Osaka            | Haruka Inokuma                 |
| Eliminatoria para el 58° torneo anual por el título de Queen | Chihaya Ayase          | Momo Yuikawa            | Chihaya Ayase                  |

| Partido de eliminatoria                                      | Representante del Este | Representante del Oeste | Representante masculino oficial |
| ------------------------------------------------------------ | ---------------------- | ----------------------- | ------------------------------- |
| Eliminatoria para el 56° torneo anual por el título de Mejin | Hiroshi Tsuboguchi     | Keiishi Takemura        | Keishi Takemura                 |
| Eliminatoria para el 57° torneo anual por el título de Mejin | Hideo Harada           | Arata Wataya            | Hideo Harada                    |
| Eliminatoria para el 58° torneo anual por el título de Mejin | Taichi Mashima         | Arata Wataya            | Arata Wataya                    |

### Torneo por el título de Queen y Mejin

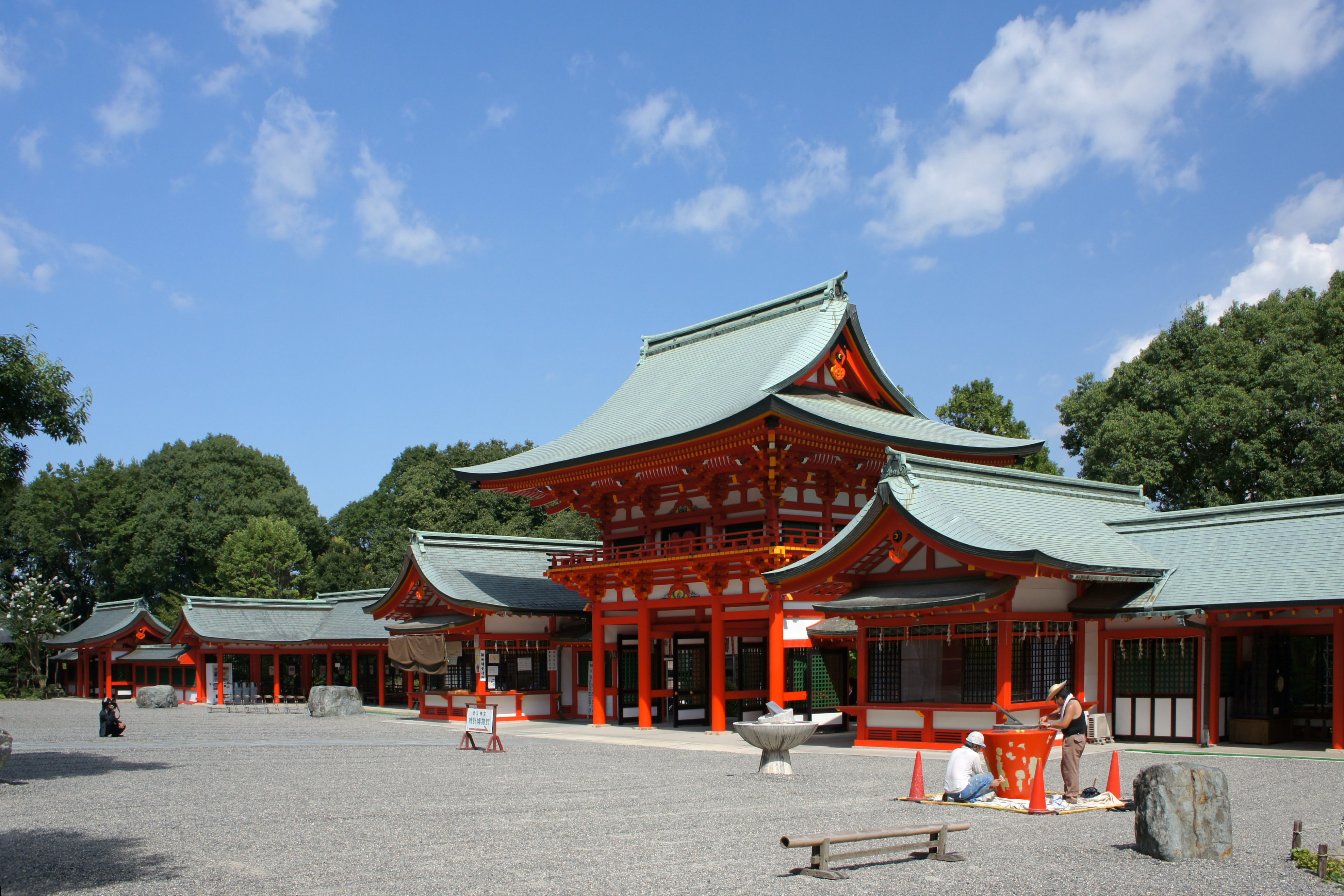
Omi Jingu, prefectura de Shiba. Lugar en donde se llevan a cabo varios torneos de Karuta

| Torneo                                  | Queen regente    | Retadora         | Ganadora         |
| --------------------------------------- | ---------------- | ---------------- | ---------------- |
| 54° Torneo anual por el título de Queen | Desconocida      | Yumi Yamamoto    | Yumi Yamamoto    |
| 55° Torneo anual por el título de Queen | Yumi Yamamoto    | Shinobu Wakamiya | Shinobu Wakamiya |
| 56° Torneo anual por el título de Queen | Shinobu Wakamiya | Yumi Yamamoto    | Shinobu Wakamiya |
| 57° Torneo anual por el título de Queen | Shinobu Wakamiya | Haruka Inokuma   | Shinobu Wakamiya |
| 58° Torneo anual por el título de Queen | Shinobu Wakamiya | Chihaya Ayase    |                  |

| Torneo                                  | Mejin regente | Arata Wataya     | Ganador     |
| --------------------------------------- | ------------- | ---------------- | ----------- |
| 50° Torneo anual por el título de Mejin | Desconocido   | Miki             | Miki        |
| 51° Torneo anual por el título de Mejin | Miki          | Desconocido      | Miki        |
| 52° Torneo anual por el título de Mejin | Miki          | Desconocido      | Miki        |
| 53° Torneo anual por el título de Mejin | Miki          | Hisashi Suō      | Hisashi Suō |
| 54° Torneo anual por el título de Mejin | Hisashi Suō   | Shinichi Murao   | Hisashi Suō |
| 55° Torneo anual por el título de Mejin | Hisashi Suō   | Desconocido      | Hisashi Suō |
| 56°Torneo anual por el título de Mejin  | Hisashi Suō   | Keiishi Takemura | Hisashi Suō |
| 57° Torneo anual por el título de Mejin | Hisashi Suō   | Hideo Harada     | Hisashi Suō |
| 58° Torneo anual por el título de Mejin | Hisashi Suō   | Arata Wataya     |             |

### Torneos por equipo

#### Categoría escuela primaria
| Categoría torneos por equipo                        | Equipo contrincante | Resultado | Lugar |
| --------------------------------------------------- | ------------------- | --------- | ----- |
| Torneo dirigido a estudiantes de educación primaria | Sociedad Soihoku    | Derrota   | -     |

#### Categoría preparatorias
| Categoría torneos por equipo                         | Equipo contrincante última ronda | Resultado                                                            | Lugar    |
| ---------------------------------------------------- | -------------------------------- | -------------------------------------------------------------------- | -------- |
| 31° Torneo regional de Tokio interescolar            | Secundaria Hokuo                 | Victoria                                                             | 1° lugar |
| Torneo nacional Ogura de preparatorias 3?° versión   | Secundaria Fujisaki              | Derrota en la ronda final                                            | 2° lugar |
| 32° Torneo regional de Tokio interescolar            | Secundaria Hokuo                 | Derrota en la ronda final                                            | 2° lugar |
| Torneo nacional Ogura de preparatorias 3?+1° versión | Secundaria Fujisaki              | Victoria                                                             | 1° lugar |
| 33° Torneo regional de Tokio interescolar            | Secundaria Tomihara del Oeste    | Victoria por desempate de acuerdo a victorias individuales obtenidas | 2° lugar |
| Torneo nacional Ogura de preparatorias 3?+2          | Secundaria Fujioka del Este      | Victoria en la ronda semifinal                                       | 3° lugar |

| Categoría torneos por equipo                         | Equipo contrincante última ronda  | Resultado                     | Lugar    |
| ---------------------------------------------------- | --------------------------------- | ----------------------------- | -------- |
| 31° Torneo regional de Tokio interescolar            | Secundaria Mizusawa               | Derrota en la ronda final     | 2° lugar |
| 32° Torneo regional de Tokio interescolar            | Secundaria Mizusawa               | Victoria                      | 1° lugar |
| Torneo nacional Ogura de preparatorias 3?+1° versión | Secundaria de chicas Akashi First | Derrota en la ronda semifinal | 3° lugar |
| 33° Torneo regional de Tokio interescolar            | Secundaria Mizusawa               | Victoria                      | 1° lugar |
| Torneo nacional Ogura de preparatorias 3?+2°         | Secundaria Fujisaki               | Victoria                      | 1° lugar |

| Categoría torneos por equipo                         | Equipo contricante última ronda | Resultado                 | Lugar    |
| ---------------------------------------------------- | ------------------------------- | ------------------------- | -------- |
| Torneo nacional Ogura de preparatorias 3?° versión   | Secundaria Mizusawa             | Victoria                  | 1° lugar |
| Torneo nacional Ogura de preparatorias 3?+1° versión | Secundaria Mizusawa             | Derrota en la ronda final | 2° lugar |
| Torneo nacional Ogura de preparatorias 3?+2° versión | Secundaria Hokuo                | Derrota en la ronda final | 2° lugar |

## Contenido de la obra

### Manga y novela ligera[15]

#### Manga Japón
Chihayafuru es publicada en la revista Be love, de la editorial Kodansha, desde el 2007. Hasta marzo de 2019, Kodansha ha recopilado los capítulos del manga en 49 volúmenes tankōbon. Actualmente cuenta con 245 capítulos. La serie ganó el premio Manga Taisho Award en el 2009 y el Kōdansha Manga Shō en la categoría shōjo del 2011.
El volumen 28 ha sido el 12° manga más vendido en Japón, durante agosto de 2015, con un total de 327.925 copias vendidas; el volumen 29 fue el 10° manga más vendido durante octubre de 2015, con un total de 300.839 copias vendidas; asimismo, el volumen 30 se situó como el 10° manga más vendido durante enero de 2016, con un total de 313.770 copias vendidas; el volumen 31 fue el 8° manga más vendido durante marzo del mismo año, con un total de 336.281 copias vendidas; el volumen 32 se posicionó como el 9° manga más vendido durante julio de 2016, con un total de 325.208 copias vendidas; el volumen 33 se localizó el 7° manga más vendido durante octubre del mismo año, con un total de 308.184 copias vendidas; el volumen 36 ha sido el 5° manga más vendido durante noviembre de 2017, con un total de 240.134 copias vendidas; el volumen 38 fue el 3° manga más vendido durante mayo de 2018, con un total de  252.978 copias vendidas. El volumen 40 ha sido el 7° manga más vendido durante noviembre de 2018, con un total de 210.706 copias vendidas.
Chihayafuru se convirtió en el 16° manga más vendido durante el año 2012, con un total de 2.481.385 copias vendidas; el 30° más vendido durante el año 2014, con un total de 1.937.059 de copias vendidas; y el 11° manga más vendido durante el año 2016, con un total de 3.019.944 de copias vendidas.

#### Manga Internacional
Kodansha ha publicado los tres primeros volúmenes en una edición bilingüe con traducciones al inglés de Stuart Varnam y Yōko Toyozaki. A partir del año 2017, Kodansha Comics ha publicado una versión en digital de la serie en inglés. El manga ha sido licenciado en francés por Pika Édition, en coreano por Haksan Culture Company, en taiwanés por Tong Li Publishing y en tailandés por Bongkoch Publishing.

#### Novela ligera
Entre el 9 de septiembre de 2012 y el 13 de diciembre de 2013, Kodansha publicó, bajo su sello KC Deluxe, una serie de 4 novelas ligeras, bajo el nombre de Chihayafuru: Chuugakusei-hen. Esta fue escrita por Yui Tokiumi y trata sobre la vida de los personajes principales durante la escuela secundaria.

### Anime
La serie fue adaptada al anime por Madhouse y televisada por Nippon Television, bajo la dirección de Morio Asaka. El guion fue escrito por Naoya Takayama y el diseño de los personajes fue llevado a cabo por Kunihiko Hamada. La música fue compuesta por Kousuke Yamashita. La serie tiene tres temporadas. La primera fue titulada Chihayafuru, la segunda fue denominada Chihayafuru 2 y la última Chihayafuru 3. Las primeras dos temporadas cuentan con un total de 25 capítulos y fueron transmitidas por Crunchyroll simultáneamente. 
Chihayafuru fue emitida desde el 4 de octubre de 2011 al 27 de marzo de 2012. Desde el 21 de diciembre de 2011 hasta el 22 de agosto de 2012, esta temporada se transmitió en 9 volúmenes de DVD y discos Blu-ray.
Chihayafuru 2 fue emitida desde el 11 de enero al 28 de junio de 2013. El 13 de septiembre de 2013 de lanzó un episodio de animación en vídeo original de DVD.  
Chihayafuru 3 fue estrenada el 22 de octubre de 2019, bajo la dirección de Morio Asaka y abarca dos arcos argumentales de la historia contenida en el manga.

### Películas
La historia original del manga fue adaptada a una trilogía de películas de imagen real. La primera película fue estrenada el 19 de marzo de 2016, bajo el nombre de Chihayafuru: kami no ku. La segunda se estrenó el 29 de abril del mismo año, bajo el título de Chihayafuru: Shimo no ku. La última se estrenó el 17 de marzo de 2018 con el nombre de Chihayafuru: Musubi. Asimismo, a partir del 20 de febrero de 2018 se estrenaron 5 webisodios titulados Chihayafuru:Tsunagu, por medio de la cadena de streaming Hulu. La historia de estos webisodios conecta los acontecimientos ocurridos en la segunda película con los de la tercera. 
Entre el elenco principal se incluyen:
- Suzu Hirose como Chihaya Ayase.
- Shuhei Nomura  como Taichi Mashima.
- Mackenyu Arata como Arata Wataya.
- Mayu Matsuoka como Shinobu Wakamiya.
- Kento Kaku como Hisashi Suō.
- Mone Kamishiraishi como Kanade Ōe.
- Yuma Yamamoto como Yūsei Nishida.
- Yuki Morinaga como Tsutomu Komano.
- Hiroya Shimizu como Akito Sudō .

## Banda sonora
Youthful de 99RadioService fue la canción utilizada como tema de apertura de la primera temporada. Para el ending se utilizó la canción Soshite Ima de Asami Seto, la misma actriz de voz que le otorga vida al personaje de Chihaya Ayase. Entre el 18 de enero y el 28 de marzo de 2013 se publicaron dos álbumes originales de la banda sonora. 
Los temas de apertura y de cierre de la segunda temporada fueron Star de 99RadioService y Akane Sora de Asami Seto, respectivamente.
Para la tercera temporada 99RadioService regresa como el intérprete del tema de apertura, esta vez con el sencillo COLORFUL, mientras que Band Harassment se situará como el encargado de interpretar el tema de cierre, con el sencillo Hitomebore.